# Dicranomyia croceiapicalis
Dicranomyia croceiapicalis är en tvåvingeart som först beskrevs av Alexander 1962.  Dicranomyia croceiapicalis ingår i släktet Dicranomyia och familjen småharkrankar.
Artens utbredningsområde är Bolivia. Inga underarter finns listade i Catalogue of Life.